# Patrice Focone
Patrice Focone est un musicien français. Il est auteur, compositeur, guitariste et chanteur de rock français. Il fait actuellement partie du groupe pop rock Superbus.
Également réalisateur, il réalise notamment Decadence and Poetry du groupe rock français Ed-Äke ou encore le premier EP d'Adam Naas sous le pseudonyme de Reimann.
Il a 14 ans lorsqu'il se met à la musique. À 15 ans Patrice commence par jouer de la batterie, puis à 17 ans il se met à la guitare et au chant et monte son trio rock influencé par la scène grunge de Seattle.
En 2000, il rencontre les futurs membres de Superbus dans des studios de répétitions parisiens. Il est considéré par les autres membres du groupe comme le "nerf" de la formation. 
Il est le compositeur de nombreux morceaux du groupe dont Superstar, Beggin' me to Stay, Sunshine ou encore Lova Lova. Leur premier album Aéromusical sera disque d'or, le second Pop'n'Gum double disque d'or, le troisième Wow est certifié disque de platine, le DVD live à Paris est DVD de platine et enfin le 4e album Lova Lova est certifié double platine.
Le 20 septembre 2010 parait Happy BusDay: The Best of Superbus le premier best-of du groupe retraçant leurs 10 années de carrière qui se classera 1er des ventes compilations à sa sortie.Il s'en écoulera 75000 exemplaires.
27 aout 2012 : sortie de "Sunset" , le 5e album studio du groupe."Sunset" se classe 3e des ventes physiques et 5e des ventes numériques à sa sortie.Patrice compose les titres "à la chaine" , "Mrs Better" et "l'été n'est pas loin" sur le disque.
3 juin 2016 : sortie du 6ème album studio de Superbus, Sixtape
En septembre 2016 sort chez Mercury/Universal le 1er EP d'Adam Naas entièrement réalisé, co-écrit et mixé par Patrice Focone sous le pseudonyme Reimann. Le 1er extrait de ce EP sera le single Fading Away.

## Autres participations
- Réalisateur de "Decadence and Poetry" du groupe rock Ed-Äke.
- Compositeur du titre "Appelle le docteur" pour la comédie musicale "Dracula, l'amour plus fort que la mort" de Kamel Ouali.
- Réalisateur des titres du groupe Ava "Chemestry", "I wanna Be Loved By You", "It's Snowing On L.A.", "Be My Guide" et "The Truth" pour le film "Poupoupidou" de Gérald Hustache-Mathieu
- Guitariste pour Julian Perretta
- Réalisateur du 1er EP d'Adam Naas